# Книгата на Илай
Книгата на Илай (на английски: The Book of Eli) е американски пост-апокалиптичен филм от 2010 година.

## Сюжет
В не много далечно бъдеще, някъде около 30 години след последната война, един самотник се разхожда по пустеещи земи, които някога са се наричали Америка. Безлюдни градове, разрушени магистрали, изсъхнала земя – всичко наоколо говори за тотална разруха. Няма цивилизация, няма закони. По улиците върлуват банди, които са готови да убият човек, заради обувките му или чаша вода или просто ей така...за нищо. Но тези бандити не са подготвени за този странен пътешественик. Войн, не по свой избор, а по необходимост, Илай (Дензъл Уошингтън) е човек, който иска само мир и нищо повече, но ако е предизвикан, той унищожава своя нападател, преди да се е усетил каква фатална грешка е направил. Това, което пази толкова ревностно е не своя собствен живот, а надеждата му за бъдещето. Надежда, която таи в продължение на 30 години и която е решен да осъществи. Воден от тази своя цел и напътстван от вярата си в нещо по-велико от самия него, Илай прави всичко възможно да оцелее – и да продължи напред.

## Актьорски състав
| Актьор            | Роля     |
| ----------------- | -------- |
| Дензъл Уошингтън  | Илай     |
| Гари Олдман       | Карнеги  |
| Мила Кунис        | Солара   |
| Рей Стивънсън     | Редридж  |
| Дженифър Бийлс    | Клаудия  |
| Том Уейтс         | инженера |
| Франсис де ла Тур | Марта    |
| Майкъл Гамбън     | Джордж   |
| Малкълм Макдауъл  | Ломбарди |

## Награди и номинации
| Награда | Категория                        | Номиниран(и)                     | Резултат  |
| ------- | -------------------------------- | -------------------------------- | --------- |
| Сатурн  | Най-добър научнофантастичен филм | Най-добър научнофантастичен филм | номинация |
| Сатурн  | Най-добър актьор                 | Дензъл Уошингтън                 | номинация |
| Сатурн  | Най-добър грим                   | Най-добър грим                   | номинация |